# قطعنامه ۱۵۹ شورای امنیت
قطعنامه ۱۵۹ شورای امنیت سازمان ملل متحد که در تاریخ ۲۸ سپتامبر ۱۹۶۰ تصویب شد، سندی بین‌المللی دربارهٔ پذیرش اعضای جدید سازمان ملل متحد: مالی است. این قطعنامه طی نشست ۹۰۷ام با ۱۱ موافق، ۰ مخالف و ۰ ممتنع تصویب شد.